# Jan Klaassens Museum
Het Jan Klaassens Museum is een piepkleine permanente expositie over de Nederlandse voetbal-international Jan Klaassens in zijn geboortestad Venlo. De memorabilia liggen uitgestald als in een etalage, die niet toegankelijk is. 

## Voorgeschiedenis
Toen Jan Klaassens in 1959 naar Feyenoord vertrok, kreeg hij van zijn oude club VVV als blijk van waardering een sigarenwinkeltje aangeboden. Dat was een vrij gebruikelijke gang van zaken in die tijd en zo'n zaakje diende voor levensonderhoud en pensioenvoorziening. Dit waarschijnlijk kleinste sigarenwinkeltje van Nederland, niet meer dan een ruime dug-out, baatte hij uit tot aan zijn plotselinge dood in 1983. Het winkeltje van drie bij vier meter werd nog voortgezet, maar heeft jarenlang leeg gestaan, waarna de Venlose journalist Adri Gorissen en het Limburgs Museum besloten om er een museumpje van te maken. Bij de oprichting was het museumpje een dependance van het Limburgs Museum, maar anno 2024 noemt de website het minimuseum niet.

## Museum
Op 12 februari 2003, Klaassens' twintigste sterfdag, werd het Jan Klaassens Museum geopend door Hans Kraay, zijn ploeggenoot bij Feyenoord. Het museum, op Parade 67a, werd ingezegend door Leo Brueren, de bekende voetbalminnende Venlose kapelaan. In het museumpje zijn onder andere foto's, trofeeën, vaantjes, zijn voetbalschoenen, zijn Oranje-shirt, een gesigneerde wedstrijdbal en andere voetbalsouvenirs te zien. Deze collectie is alleen vanaf de straatzijde te bezichtigen.

## Vader Klaassens
Sinds enkele jaren na de eeuwwisseling ligt direct naast de sigarenzaak op de Parade een café dat eveneens herinnert aan Klaassens: Vader Klaassens. Deze naam refereert aan Sjraar Klaassens, de vader van Jan, die onder deze naam een café-restaurant exploiteerde; dat was echter op Parade 53a. In 1969 werd het te koop aangeboden. In 1974 was Jan Klaassens nog of weer betrokken bij een café vlak bij de sigarenzaak.